# Грб Ага-Бурјатије
Грб Ага-Бурјатије је био званични симбол једног од бивших субјеката Руске федерације са статусом аутономног округа — Ага-Бурјатије. Грб је званично усвојен 22. априла 2003. године, а са укидањем статуса аутономне области 1. марта 2008. године престаје и његова употреба.

## Опис грба
Грб Ага-Бурјатије је четвороугаоник са заобљеним доњим угловима нижим и средњим краком надоле, што му даје облик француског хералдичког штита. Поље штита је у бордо боји овичен жутом траком. 
У центру поља је круг кога затварају два класа златне пшенице а који су повезани са бијелом траком која се обавија око жита осам пута, што симболизује осам дијелова округа. У дну круга је народни зооморфолошки симбол локалних Бурјата који симболизује домаће животиње: коње, говеда, камиле, овце и козе, а доводи се у везу традиционалне привржености домородаца за стоку. На врху круга у класју је симбол „Гал-гуламта“ - што представља вјечити пламе, огањ, огњиште, извор живота, свјетлости и благостање народа. Ово класје има облик традиционалног бурјатског знамења „хадака“, која је симбол гостопримства, чистоће мисли Буриата, пријатељске и срдачне односе, поштовање свих.
Унутрашњост круга је подјељена хоризонтално, и у горњој половини круга је представљено излазеће сунце са златним зрацима сунца иза планина које Бурјати сматрају светим јер су аутохтони на том простору: Алханај, Хан Ула, Согто Ула, Батарај обо. Сунце је златне боје, планине плаве, а позадина бијела. Доња половина круга је у тиркизној боји са једном бијелом и плавом таласастом пругом, што симболизује огромну површину области под степама (ливаде, пашњаци, и обрадиво земљиште), као и ријеке, језера и рудна богатства.